# Filarmónica Estatal de Azerbaiyán
La Filarmónica Estatal de Azerbaiyán (en azerí: Azərbaycan Dövlət Filarmoniyası) ubicada en la ciudad de Bakú, es la principal sala de conciertos en Azerbaiyán, siendo construida en 1912. La Sala filarmónica estatal de Azerbaiyán fue construida entre 1910 y 1912, a petición de la élite de la ciudad y diseñado por el arquitecto armenio Gabriel Ter-Mikelov en el estilo del Renacimiento italiano (exterior) y el alemán rococó (interiores) . Su diseño está inspirado en el modelo arquitectónico de los edificios dentro del Casino de Monte Carlo, en particular La Opéra de Monte Carlo en Mónaco.